# David Schofield
David Schofield (Manchester, 1951) é um ator inglês. Ele é mais conhecido por seu papel como Ian Mercer nos filmes Piratas do Caribe: O Baú da Morte (2006) e Piratas do Caribe: No Fim do Mundo (2007). Também apareceu nos filmes An American Werewolf in London (1981), Gladiator (2000), From Hell (2001), Valkyrie (2008), The Wolfman (2010) e Darkest Hour (2017). 

## Biografia
Schofield nasceu em Wythenshawe, Manchester, Inglaterra, um dos dez filhos de uma família da classe trabalhadora. Ele frequentou a Escola Primária St. John Fisher e Thomas More RC, junto com seu irmão, Peter. Sua primeira experiência como ator foi na Manchester Boys 'School, aos 12 anos. Em 1967 ele foi aceito como assistente de gerente de palco em um teatro de repertório local. Ele trabalhou em todos os departamentos como montador de adereços, homem do som, escritor, varredor de palco, garçom e fazedor de chá, trabalhando 14 horas por dia, seis dias por semana. Depois de duas temporadas, aos 19 anos, ele se tornou um aluno da Academia de Música e Arte Dramática de Londres, da qual saiu cedo para seguir seu caminho como ator profissional. 

## Carreira

### Cinema e televisão
Schofield ganhou créditos em séries de TV como Band of Gold, Footballers 'Wives e Holby City, entre muitas outras produções de TV. Na tela grande, ele é mais conhecido como o jogador de dardos paranóico em Slaughtered Lamb em An American Werewolf In London (1981), e seus outros filmes incluem The Dogs of War (1980), Tree of Hands (1989), The Last of the Mohicans (1992), Anna Karenina (1997), Gladiator (2000), From Hell (2001), e como Ian Mercer nos filmes Piratas do Caribe. Ele também apareceu em Valkyrie (2008) como o conspirador anti-Hitler Erwin von Witzleben, The Wolfman (2010), F (2010), Burke and Hare (2010), Lord of Tears (2013) e como Peter Carmichael no thriller de suspense Último passageiro (2013). Na TV, ele apareceu ao lado de Jimmy Jewel na comédia dramática da ITV, Funny Man (1981), interpretou o papel-título Shackleton (1983), em Jekyll &amp; Hyde (1990), estrelado por Michael Caine, e interpretou DCS John Salway na premiada BBC série Nossos Amigos do Norte em 1996. Em 2008, ele estrelou como Kirill, na série web de mesmo nome. Em 2009, Schofield estrelou como Rei Alined na série dramática de fantasia da BBC Merlin. Em 2011, ele interpretou o sinistro Sargento de Polícia Foley em The Shadow Line, de Hugo Blick, uma série de sete episódios para a BBC Two. No outono de 2015, ele foi visto como Odin no episódio "The Girl Who Died" da nona série da série Doctor Who da BBC1. Em 2016, ele apareceu como Vivan Wolsey na série da BBC, Father Brown, episódio 4.1 "The Mask of the Demon" e The Coroner episódio 2.6 "Life". Em 2017, ele apareceu como Abade Eadred em O Último Reino. Em 2018, ele apareceu como Tomás, o Apóstolo, no filme Maria Madalena, escrito por Helen Edmundson.

### Palco
Schofield já se apresentou para a Royal Shakespeare Company, o Royal National Theatre e o Royal Exchange, em Manchester. Ele criou o papel de John Merrick na peça de Bernard Pomerance, O Homem Elefante, para sua estréia em 1977. Ele interpretou Roy Cohn na produção do National de 1993 de Angels in America. Ele também atuou em musicais (Saucy Jack and the Space Vixens) e toca no palco do West End em Londres. 

### Rádio
Em 2001-02, Schofield apareceu como Javert em uma adaptação para a rádio BBC de Les Misérables. Desde 2007, ele interpretou Frank Twist na série dramática da BBC Radio 4, Brief Lives, ambientada em um escritório de advocacia em Manchester. Em 2011, ele interpretou Tellwright na adaptação de Helen Edmundson de Anna of the Five Towns.

## Filmografia selecionada
| Ano       | Título                                          | Função                        | Notas                                  |
| --------- | ----------------------------------------------- | ----------------------------- | -------------------------------------- |
| 1980      | Os cães da guerra                               | Homem de Endean               |                                        |
| 1981      | Um lobisomem americano em Londres               | Dart Player                   |                                        |
| 1989      | Árvore das mãos                                 | detetive inspetor             |                                        |
| 1992      | O último dos Moicanos                           | Sargento major                |                                        |
| 1997      | Ana Karenina                                    | Nikolai                       |                                        |
| 1997      | Tangier Cop                                     | Omar Larbi                    |                                        |
| 2000      | The Miracle Maker                               | Caifás                        | Voz                                    |
| 2000      | Gladiador                                       | Senador Falco                 |                                        |
| 2001      | Macaco robusto                                  | Frank                         |                                        |
| 2001      | O mosqueteiro                                   | Rochefort, Richelieu Henchman |                                        |
| 2001      | Do inferno                                      | McQueen                       |                                        |
| 2001      | Superstição                                     | Roberto Fallaci               |                                        |
| 2004      | Imparável                                       | Dr. Collins                   |                                        |
| 2006      | Piratas do Caribe: o Baú do Homem Morto         | Sr. Ian Mercer                |                                        |
| 2007      | Piratas do Caribe: no fim do mundo              | Sr. Ian Mercer                |                                        |
| 2007      | Pássaro livre                                   | Jogador de dardos             | (cenas deletadas)                      |
| 2008      | Valquíria                                       | Erwin von Witzleben           |                                        |
| 2010      | O homem-lobo                                    | Policial Nye                  |                                        |
| 2010      | Ponte do diabo                                  | desviar-se                    |                                        |
| 2010      | F                                               | Robert Anderson               |                                        |
| 2010      | Burke & Hare                                    | Fergus                        |                                        |
| 2011      | Ghosted                                         | Donner                        |                                        |
| 2013      | Todas as coisas para todos os homens            | Comissário de polícia         |                                        |
| 2013      | Os demônios de Da Vinci                         | Piero da Vinci                |                                        |
| 2013      | Último Passageiro                               | Peter Carmichael              |                                        |
| 2013      | Senhor das lágrimas                             | Homem coruja                  |                                        |
| 2016      | Mindhorn                                        | Inspetor Chefe Derek Newsome  |                                        |
| 2017      | Hora mais escura                                | Clement Attlee                |                                        |
| 2015–2017 | O ultimo reino                                  | Abade Eadred                  |                                        |
| 2018      | Maria Madalena                                  | Tomé o Apóstolo               |                                        |
| 2020      | Shakespeare e Hathaway: Investigadores Privados | Tony King                     | Episódio 3.2 "Veja a si mesmo, Diabo!" |
| 2020      | As Aventuras de Paddington                      | Sr. Gruber                    | Voz                                    |

## Teatro
- Joseph Merrick, The Elephant Man no Hampstead Theatre (1977) e no Royal National Theatre, Londres (1981)
- Mick Plenty no Lyttelton Theatre (1978)
- Mark Antony, Julius Caesar no Royal Shakespeare Theatre, Stratford-upon-Avon (1983)
- Angelo, Medida por Medida no Royal Shakespeare Theatre, Stratford-upon-Avon e depois no Barbican (1983)
- Duque de Buckingham, Henrique VIII no Royal Shakespeare Theatre, Stratford-upon-Avon (1983)
- Pompeu, Antônio e Cleópatra no National Theatre, Londres (1987)
- Robb Lambert, Winding the Ball de Alex Finlayson no Royal Exchange, Manchester (1989)
- John Proctor, The Crucible de Arthur Miller no Royal Exchange, Manchester (1990)
- Macheath, The Beggar's Opera de John Gay no Royal Exchange, Manchester (1991)
- Lyle Britten, Blues for Mister Charlie por James Baldwin no Royal Exchange, Manchester (1992)
- Roy M. Cohn, Angels in America de Tony Kushner no National Theatre, Londres (1993)
- Archie Rice, The Entertainer de John Osborne no Royal Exchange, Manchester (2009)

## Vida pessoal
A esposa de David Schofield é Lally e seus filhos são Fred e Blanche. Schofield é patrono da Fundação Gesar.